# Johann Friedrich Wilhelm Dietlein
Johann Friedrich Wilhelm Dietlein (* 31. Mai 1787 in Halle an der Saale; † 30. August 1837 in Berlin) war ein deutscher Bauingenieur, der als Erster an der Berliner Bauakademie Brückenbau unterrichtete. Dort war er Lehrer des Brückenbauers John Augustus Roebling.
Dietlein stammte aus angesehener Familie, sein Vater Georg Christian Dietlein war Kaufmann in Halle und seine Mutter – Sophie Christiane, geborene Schiff – stammte aus einer Unternehmerfamilie. Er studierte während der unruhigen Zeiten der Napoleonischen Kriege in Halle und wurde 1815 preußischer Distriktbaumeister in Halle. Um dieselbe Zeit veröffentlichte er eine Abhandlung über die Schiffbarmachung der Saale. 1817 wurde er Bauinspektor in Merseburg. Nach der Promotion in Halle 1824 wurde er vom Direktor Johann Albert Eytelwein als Lehrer an die neu gegründete Bauakademie in Berlin berufen, an der er 1826 Professor wurde. Schon im Wintersemester 1824/25 gab er drei Kurse (Statik, Maschinenbau und Straßenbau, Brückenbau, Kanal- und Schleusenbau). Damals war Johann August Röbling, der später unter seinem anglisierten Namen John Augustus Roebling einer der bedeutendsten amerikanischen Brückenbauer wurde, einer seiner Studenten. Als sein Protegé Eytelwein 1830 die Leitung der Bauakademie aus gesundheitlichen Gründen aufgab (und auch die Leitung der Oberbaudeputation an Schinkel übergab), fiel Dietlein dem Umbau der Akademie unter dessen Nachfolger Christian Peter Wilhelm Beuth zum Opfer. Auch eine Reihe weiterer Professoren verließen damals die Bauakademie. Seine 1832 gedruckten Vorlesungen wurden aber weiter als Lehrbuch verwendet.
1831 wurde er als Nachfolger von Baurat Moser Mitglied der preußischen Ministerialbaukommission und Oberbauinspektor und war in diesem Rahmen an öffentlichen Bauten in Berlin beteiligt, so 1832 an der Innenrekonstruktion des Deutschen Doms am Gendarmenmarkt in Berlin (unter Friedrich Wilhelm Langerhans) und 1837 am Umbau des Preußischen Innenministeriums (Unter den Linden 72/73, unter Leitung von Karl Friedrich Schinkel, im Zweiten Weltkrieg zerstört). Im selben Jahr starb er an der Cholera. Neben seiner Tätigkeit für die Ministerialbaukommission prüfte er Bauhandwerker.
1820 veröffentlichte er die Werke des französischen Bauingenieurs Jean Rodolphe Peronnet (1708–1794), die insbesondere dem Wasserbau und Brückenbau galten. 1825 übersetzte er das Buch von Navier über Hängebrücken aus dem Französischen. Es war lange das deutschsprachige Standardwerk. 1832 wurden seine Vorlesungen an der Bauakademie veröffentlicht, sie erschienen aber schon vorher in der Zeitschrift Journal für die Baukunst von August Crelle. Dietlein veröffentlichte auch in Crelles Journal für die reine und angewandte Mathematik.
1829 wurde er Mitglied des einflussreichen Berliner Vereins zur Beförderung des Gewerbefleißes in Preußen.
Er war mit Christiane Friederike Kerkow verheiratet und hatte mit ihr mindestens einen Sohn und zwei Töchter, wobei die Tochter Wilhelmine 1827 geboren wurde. Die Witwe zog nach dem Tod Dietleins nach Halle.

## Schriften (Auswahl)
- Als Übersetzer und Herausgeber; Perronets Werke, die Beschreibung der Entwürfe der Bauarten der Brücken bei Neuilli, Nantes, Orleans, Ludwigs XVI ec., den Entwurf des burgundischen Kanals und der Wasserleitung von der Yvette und Bievre nach Paris sowie mehrere einzelne Abhandlungen, Halle 1820 (Vorwort von Johann Albert Eytelwein)
- Als Übersetzer und Herausgeber: Naviers Abhandlung über die Hängebrücken, Berlin 1825
- Grundzüge der Vorlesungen über Straßen-, Brücken-, Schleussen-, Kanal-, Strom-, Deich- und Hafenbau, gehalten an der königlichen Bauakademie zu Berlin von 1824–1831, Berlin: Reimer 1832